# Ocultación Menor
La Ocultación Menor (árabe: ٱلْغَيْبَة ٱلصُّغْرَىٰ, al-Ghaybah aṣ-Ṣughrā) (874-941 EC), también conocida como la Primera Ocultación (árabe: ٱلْغَيْبَة ٱلْأُولَىٰ, al-Ghaybah al-ʾŪlā), en el islamismo chiita se refiere a los primeros años del Imamato de Muhammad al-Mahdi, que desapareció y únicamente se pondría en contacto con sus seguidores a través de los Cuatro diputados. Fue seguida por la Ocultación Mayor.

## Antecedentes
Durante sus siete años de Imamato, Hasan al-Askari, el undécimo imán, vivió en taqiyya. Esto se debió a que los califas abasíes tenían miedo de los chiíes, que habían alcanzado una población considerable en aquella época. Los califas supieron que los líderes entre los chiíes creían que el undécimo imam, según numerosas tradiciones citadas por él y sus antepasados, tendría un hijo que sería el Mahdi prometido. Por ello, los califas decidieron poner fin al Imamato.
En estas circunstancias, Muhammad al-Mahdi obtuvo el Imamato tras la muerte de Hasan al-Askari en el 874. En algunas narraciones se menciona que el imam Al-Mahdi rezó el Salat al-Yanazah sobre su cadáver, y luego entró en ocultación menor por precaución de las autoridades abasíes.

## Relación con los chiitas
Durante la ocultación menor, al-Mahdi se relacionó con los chiitas a través de sus cuatro diputados. Cuando los creyentes tenían dificultades, escribían sus preocupaciones y las enviaban a su representante. El cual recibía la decisión del imam, la refrendaba con su sello y firma y la devolvía a los interesados. Los diputados o representantes también recaudaban el zakat y el jums en su nombre. Para los chiitas, la idea de consultar a un imán oculto no era algo nuevo, ya que los dos imanes chiíes anteriores se habían reunido en ocasiones con sus seguidores desde detrás de una cortina.

### Cuatro diputados
- Uthman ibn Sa'id al-Asadi (873-874): fue el primero designado por el duodécimo imán que gobernó durante un año;
- Abu Jafar Muhammad ibn Uthman (874–916): fue el segundo designado por el duodécimo imán durante cuarenta y dos años;
- Abu al-Qasim Hussein ibn Ruh al-Nawbakhti (916–937): fue el tercer designado por Al-Mahdi durante veintiún años;
- Abu al-Hasan Ali ibn Muhammad al-Samarri (937-940): fue el último representante del duodécimo imán durante tres años.[7] A diferencia de sus predecesores, no tuvo sucesor designado y la Ocultación Mayor comenzó tras su muerte. Seis días antes de su muerte, recibió una carta del imán Muhammad al-Mahdi, en la que se le notificaba que no habría ningún sustituto después de él. La traducción de la carta es la siguiente:

En el nombre de Alá, el todo misericordioso, el especialmente misericordioso.

¡Oh, Ali Ibn Muhammad al-Samarri! Que Alá aumente la recompensa de tus hermanos con respecto a ti (es decir, tu muerte). La muerte te llegará en los próximos seis días. Así que completa tus obras y no designes a ninguna persona después de ti. La secuencia de diputados especiales llegará a su fin y la Ocultación Mayor comenzará con tu fallecimiento.

Ahora bien, la reaparición solamente se producirá con el permiso de Alá, después de un período prolongado y después de que los corazones de la gente se endurezcan. Y tal período surgirá en mis Shias cuando la gente afirme que se ha encontrado conmigo. Quien haga tal afirmación antes del advenimiento del Sufyani y de la llamada del cielo es un mentiroso, un impostor. Y no hay fuerza ni poder sino de Alá, el Altísimo, el Grande

Tras su muerte en el 941, comenzó la Ocultación Mayor. Aunque durante la Ocultación Menor la red de diputados del imán se atribuyó el derecho de gestionar los asuntos de las comunidades chiitas, este sistema no se mantuvo durante la Ocultación Mayor.